# Пински рејон
Пински рејон (блр. Пінскі раён; рус. Пинский район) административна је јединица другог нивоа у јужном делу Брестске области у Републици Белорусији.
Административни центар рејона је град Пинск.
Рејон је од Минска удаљен 290 km, до Бреста је 180 km, а до Гомеља 360 km.

## Географија
Пински рејон обухвата територију површине 3.252,77 km² и на 2. је месту по површини међу рејонима Брестске области. Граничи се са Лунинецким и Столинским рејоном на истоку, на северозападу је Ганцавички, а на северу Ивацевички рејон. На западу граничи са Иванавским рејоном, док је на југу међународна граница према Републици Украјини.
Рејон се налази у југоисточном делу Брестске области и протеже се дужином од 64 km у правцу југ-север, и 50 km од запада ка истоку. Највећи део рејона налази се у границама Припјатског Полесја. Највећи део рејона је доста раван и мочваран. Око три четвртине територије је ниже од 150 метара надморске висине.
Речна мрежа је доста густа, а главни водотоци су реке Припјат, Бобрик, Јасељда, Пина, Стир, Горињ, Ствига и Уборт. На територији рејона постоје укупно 42 језера углавном мањих димензија, док преко рејона пролазе и канали Дњепар-Буг и Агински.
Постоји око 68 лежишта тресета, укупних залиха око 2,7 милијарди m³.
Клима је умереноконтинентална, са јануарским просеком температура ваздуха од -5,2ºС и јулским од 18,6ºС. Годишња сума падавина износи 573 мм, а вегетациони период траје око 200 дана.

## Историја
Рејон је основан 15. јануара 1940, као административна јединица новоосноване Пинске области. Саставни део Брестске области је од 1954. године.
На подручју овог рејона, код села Жмени је у август 1858. пао метеорит тежак 0,246 кг.

## Демографија
Према резултатима пописа из 2009. на том подручју стално је било насељено 51.997 становника или у просеку 15,97 ст/км².
| 1959.   | 1970.  | 1979.  | 1989.  | 1999.  | 2009.  |
| ------- | ------ | ------ | ------ | ------ | ------ |
| 100.227 | 96.015 | 84.620 | 71.717 | 62.160 | 51.997 |

Основу популације чине Белоруси (92,24%), Руси (2,64%), Украјинци (2,6%), Пољаци (1,62%) и остали (0,9%).
Административно рејон је подељен на подручје вароши Лагишин и на 24 сеоске општине. Административни центар рејона град Пинск је град обласне субординације и није део рејона. на подручју рејона постоји укупно 181 насељено место.

## Саобраћај
Саобраћајну инфраструктуру рејона чине железница Брест—Пинск—Калинкавичи, те друмски правци М10 (Русија—Гомељ—Кобрин), Р8 (Пинск—Лунинец), Р6 (Ивацевичи—Лагишин—Пинск—Столин) и Р105 (Ганцавичи—Лагишин).